# Антон Валдбот фон Басенхайм-Олдбрюк
Антон Валдбот фон Басенхайм-Олдбрюк (на немски: Anton Waldbott von Bassenheim Herr zu Bassenheim und Oldbrück; † 28 август 1571) е господар на Басенхайм-Олдбрюк, шериф на Кобленц.
Той е син на Антон Валдбот фон Басенхайм († 17 февруари 1537) и съпругата му Елизабет Грайфенклау-Фолрадс († 1538/1544), дъщеря на Ханс Грайфенклау фон Фолрадс († 1502) и Ева фон Елц/Елтц († 1509/1501). Внук е на Ото Валдбот фон Басенхайм († 1498) и Аполония фон Драхенфелс († 1501). Потомък е на Лудвиг фон Валтмансхаузен († сл. 1244). Роднина е на Хайнрих Валпот фон Басенхайм († 1200), първият Велик магистър на Тевтонския орден.
Брат е на Йохан Валдбот фон Басенхайм († 1589), господар на Олдбрюк и Кьонигсфелд, шериф на Бон, Ото Валдбот фон Басенхайм († 1586), женен на 15 юли 1553 г. за Йоханета Шайфарт фон Мероде († 14 ноември 1613), на Анна Валдбот фон Басенхайм († 1550), омъжена на 17 март 1537 г. за Георг II фон дер Лайен, и на Аполония Валдбот фон Басенхайм (1510 – 1571/1582), омъжена на 20 март 1528 г. за Фолпрехт I Ридезел цу Айзенбах (1500 – 1563).

## Фамилия
Антон Валдбот фон Басенхайм-Олдбрюк се жени на 22 юни 1545 г. за Катарина фон Неселроде († 23 септември 1558), дъщеря на Вилхелм фон Неселроде, господар на Ересхофен († 1533/1542) и Агнес фон Палант († сл. 1553). Те имат три деца:
- Антон Валдбот фон Басенхайм († 25 май 1589, убит), господар на Басенхайм и Зевених, шериф на Кобленц, женен I. на 7 юни 1569 г. за Мария София фон Гимних († 25 февруари 1584), II. на 23 септември 1585 г. за Катарина фон Метерних († 24 юни 1624); има общо син и дъщеря
- Анна Катарина Валдбот фон Басенхайм (* 1543 или 1544; † 5 август 1596), сгодена на 27 ноември 1565, омъжена на 4 август 1569 г. за Йохан (Ханс) Кемерер фон Вормс-Далберг († 29 юли 1607), господар на Далберг, байлиф на Ланщайн, син на Фридрих VIII фон Далберг († 1574) и Анна фон Флекенщайн († 1564)
- Кристина Валдбот фон Басенхайм (* 1548), монахиня в Енгелпорт

Антон Валдбот фон Басенхайм-Олдбрюк се жени втори пътна 26 февруари 1560 г. за Анна Доротея фон Насау († 1586), дъщеря на Йохан фон Насау-Шпуркенбург († 1533) и Маргарета фон Шьонек (1498 – 1572). Бракът е бездетен. Анна Доротея фон Насау се омъжва втори път пр. 1580 г. за Адам Шайфарт фон Мероде († 1597/1598).